# Džemdet-nasrská kultura
Džemdet-nasrská kultura (3200 – 3000/2900 př. n. l.) je období, které navazuje kulturně i materiálně na kulturu Obeidskou, kterou dále rozvijela. Centrum této kultury byl v oblasti jižního a středního Iráku a v přilehlých oblastech dnešního Íránu. Částečně se rošířila především obchodem i do Bahrajnu, Spojených arabských emirátů i Ománu. Nazývala se podle lokality Džemdet Nasr, která se nachází JV od Bagdádu.

## Kultura a Architektura
Pro tuto kulturu byla typická barevně malovaná keramika s geometrickými vzory, a převládnutí určitých jednodušších typů pečetních válečků, které byly v době Urucké kultury pouze regionálně rozšířené. V oblasti monumentální architektury zobecněla výstavba "chrámů" na vyvýšených terasách, což byly předchůdci zikkuratů. Poprvé se objevuje typický pohřební rytus, typický pro mezopotámii 3. tis.př. n. l. (pochovávání těl ve skrčené poloze - muži na pravém a ženy na levém boku s pohřební výbavou). Vyvíjí se i Klínové písmo, které ztrácí svůj obrázkový (piktografický) charakter a snižuje se v něm počet užívaných znaků.

## Společnost a Politika
Společensky představuje toto období rozpad redistribuční soustavy pocházející z doby Urucké kultury, ve prospěch "konfederací" místních společensko-politických středisek, kde se více rozvíjí společensky rozvrstvená společnost a samostatné státy. Je to doba vzniku prvních městských států v mezopotámii. Hierarchické vztahy tu však platí mezi rodovými jednotkami, nikoliv mezi jednotlivci. Předpokládá se, že v jižní Mezopotámii nyní dominovali Sumerové, kteří přišli do jižní Mezopotámii pravděpodobně v době Urucké kultury v době cca 3500 - 3300 př. n. l. (pravděpodobněji asi kolem 3500 př. n. l.). Také se předpokládá, že kolem roku 3100 - 3000 př. n. l. přišly do oblasti střední Mezopotámie semitští Akkadové, kteří se usídlili severně od města Kiš, přičemž začali hojně přebírat mezopotamskou kulturu, zvyky a vzdělanost.